# Hagaús Araújo
Hagaús Araújo e Silva (Patos de Minas, 31 de agosto de 1928) é um fazendeiro e político brasileiro que foi deputado federal pelo Tocantins.

## Biografia
Filho de José Araújo e Silva e Amélia Araújo Póvoa. Trabalhou no Serviço de Assistência a Menores no Rio de Janeiro e em Goiás até chegar a Dianópolis onde fundou e dirigiu o Instituto do Menor (1952-1963) e assumiu a presidência do Centro de Atividades Penitenciárias Industriais do Estado de Goiás (CEPAIGO) em 1964, mesmo ano em que foi eleito prefeito de Dianópolis pelo PSP. Na região, testemunhou a tentativa de implantação de um núcleo guerrilheiro do Movimento Revolucionário Tiradentes em 1962.
Afastado da política durante a maior parte do Regime Militar de 1964, filiou-se ao PMDB e elegeu-se deputado estadual por Goiás em 1982. Logo ao assumir o mandato, licenciou-se para ocupar a Secretaria do Desenvolvimento Social nas últimas semanas do governo Ary Valadão, embora este fosse filiado ao PDS. Mantido no cargo até 1985 pelo governador Iris Rezende, foi reeleito deputado estadual em 1986. Criado o estado do Tocantins em 1988, foi derrotado na eleição para senador.
Eleito suplente de deputado federal pelo Tocantins em 1990 exerceu o mandato durante a maior parte da legislatura em lugar de Merval Pimenta que se afastou para ocupar a Secretaria de Saúde no governo Moisés Avelino sendo efetivado após a renúncia de Derval de Paiva em novembro de 1994. Durante sua passagem pela Câmara dos Deputados votou pela abertura do processo de impeachment do presidente Fernando Collor em 1992 não disputando a reeleição em 1994. Após o fim do mandato foi assessor do Instituto Brasileiro do Meio Ambiente e dos Recursos Naturais Renováveis (IBAMA) no Governo Fernando Henrique Cardoso.